# Sundarpur (Udayapur)
Sundarpur (nep. सुन्दपुर) – gaun wikas samiti we wschodniej części Nepalu w strefie Sagarmatha w dystrykcie Udayapur. Według nepalskiego spisu powszechnego z 2001 roku liczył on 1053 gospodarstw domowych i 5436 mieszkańców (2793 kobiet i 2643 mężczyzn).